# 1967年全米選手権 (テニス)
1967年 全米選手権（1967ねんぜんべいせんしゅけん）に関する記事。

## 大会の流れ
- 1881年から1967年まで、全米選手権は各部門が個別の名称を持ち、大会会場も別々のテニスクラブで開かれた。これが他の3つのテニス4大大会と大きく異なる点である。
  - 男子シングルス　名称：全米シングルス選手権（U.S. National Singles Championship）／会場：ニューヨーク市クイーンズ区フォレストヒルズ、ウエストサイド・テニスクラブ　（1924年-1977年）
  - 女子シングルス　名称：全米女子シングルス選手権（U.S. Women's National Singles Championship）／会場：フォレストヒルズ、ウエストサイド・テニスクラブ　（1921年-1977年）
  - 男子ダブルス　名称：全米ダブルス選手権（U.S. National Doubles Championship）／会場：マサチューセッツ州ボストン市、ロングウッド・クリケット・クラブ　（1946年-1967年まで）
  - 女子ダブルス　名称：全米女子ダブルス選手権（U.S. Women's National Doubles Championship）／会場：ボストン、ロングウッド・クリケット・クラブ　（1946年-1967年まで）
  - 混合ダブルス　名称：全米混合ダブルス選手権（U.S. Mixed Doubles Championship）／会場：フォレストヒルズ、ウエストサイド・テニスクラブ　（1942年-1977年）
- 1967年までは、男子ダブルス・女子ダブルスの2部門がボストンの「ロングウッド・クリケット・クラブ」で開かれ、他の3部門（男女シングルス・混合ダブルス）はフォレストヒルズで行われた。

## シード選手

### 男子シングルス
1. ジョン・ニューカム　（初優勝）
2. ロイ・エマーソン　（ベスト8）
3. （試合開始前に棄権）
4. ニコラ・ピリッチ　（3回戦）
5. クリフ・ドリスデール　（2回戦）
6. ロジャー・テーラー　（2回戦）
7. クラーク・グレーブナー　（準優勝）
8. チャーリー・パサレル　（3回戦）

### 女子シングルス
1. ビリー・ジーン・キング　（初優勝）
2. アン・ヘイドン＝ジョーンズ　（準優勝）
3. フランソワーズ・デュール　（ベスト4）
4. ナンシー・リッチー　（2回戦＝初戦、不戦敗）
5. レスリー・ターナー　（ベスト4）
6. マリア・ブエノ　（2回戦＝初戦、不戦敗）
7. ロージー・カザルス　（4回戦）
8. メアリー・アン・アイゼル　（3回戦）
9. バージニア・ウェード　（4回戦）
10. ケリー・メルビル　（4回戦）
11. アネッテ・バン・ジル　（ベスト8）
12. ピーチズ・バルトコビッツ　（ベスト8）

## 大会経過

### 男子シングルス
準々決勝
- ジョン・ニューカム vs.  ボブ・ヒューイット　4-6, 6-0, 7-5, 6-3
- ユージン・スコット vs.  オーウェン・デビッドソン　6-3, 8-6, 9-7
- ヤン・レスリー vs.  ロナルド・バーンズ　7-9, 6-4, 2-6, 6-3, 8-6
- クラーク・グレーブナー vs.  ロイ・エマーソン　8-6, 3-6, 19-17, 6-1

準決勝
- ジョン・ニューカム vs.  ユージン・スコット　6-4, 6-3, 6-3
- クラーク・グレーブナー vs.  ヤン・レスリー　3-6, 3-6, 7-5, 6-4, 7-5

### 女子シングルス
準々決勝
- ビリー・ジーン・キング vs.  アネッテ・バン・ジル　6-1, 6-4
- フランソワーズ・デュール vs.  バレリー・ジーゲンフス　6-0, 6-3
- レスリー・ターナー vs.  リタ・ベントリー　6-1, 6-2
- アン・ヘイドン＝ジョーンズ vs.  ピーチズ・バルトコビッツ　7-5, 2-6, 6-1

準決勝
- ビリー・ジーン・キング vs.  フランソワーズ・デュール　6-2, 6-4
- アン・ヘイドン＝ジョーンズ vs.  レスリー・ターナー　6-2, 6-4

## 決勝戦の結果
- 男子シングルス： ジョン・ニューカム vs.  クラーク・グレーブナー　6-4, 6-4, 8-6
- 女子シングルス： ビリー・ジーン・キング vs.  アン・ヘイドン＝ジョーンズ　11-9, 6-4
- 男子ダブルス： ジョン・ニューカム＆ トニー・ローチ vs.  ビル・ボウリー＆ オーウェン・デビッドソン　6-8, 9-7, 6-3, 6-3
- 女子ダブルス： ビリー・ジーン・キング＆ ロージー・カザルス vs.  メアリー・アン・アイゼル＆ ドナ・フェールズ　4-6, 6-3, 6-4
- 混合ダブルス： オーウェン・デビッドソン＆ ビリー・ジーン・キング vs.  スタン・スミス＆ ロージー・カザルス　6-3, 6-2